# Rifugio Starlaresc
Das Rifugio Starlaresc ist eine Selbstversorgerhütte in der Gemeinde Brione (Verzasca) im Verzascatal in den Tessiner Alpen. Sie ist Teil eines Stalles, der als Unterkunft eingerichtet ist.

## Beschreibung
Die Hütte liegt auf 1880 m ü. M. in einem Seitental des Verzascatals. Die Unterkunft hat einen kleinen Aufenthaltsraum und 10 Betten. Es kann mit Holz gekocht und geheizt werden, die Küche ist mit Geschirr und Pfannen ausgerüstet. Fliessendes Wasser und Toiletten befinden sich ausserhalb der Hütte. In unmittelbarer Nähe der Hütte liegt der See Lago Starlarèsc da Sgióf mit Aussicht auf den Poncione d’Alnasca.

## Zustieg
- von Brione (Verzasca) (756 m ü. M.) in 3 ½ Stunden Gehzeit (Höhenunterschied 1100 m, Schwierigkeitsgrad T3). Der kürzeste Aufstieg ist von Brione via Màtar direkt nach Starlaresc, der im mittleren Abschnitt (weiss-blau-weiss) nicht ganz einfach ist. Leichter und etwas länger ist der weiss-rot-weiss markierte Weg von Brione Ganna über Piano del Vald und Motarüch (T3).

- von Maggia (Maggiatal) (332 m ü. M.) über den Passo Deva (2036 m ü. M.) in rund 4 Stunden (T3)

Brione und Maggia können mit öffentlichen Verkehrsmitteln erreicht werden.

## Nachbarhütten
- Rifugio Alpe Masnee in 1 Stunde (T3)
- Capanna Nimi in 3 Stunden (T5)